# قساح
القُساح أو الانتصاب الدائم (بالإنجليزية: Priapism) هي حالة يبقى فيها القضيب منتصبًا لساعات في غياب التحفيز أو بعد انتهاء التحفيز أي عدم عودة انتصاب القضيب إلى وضعه العادي بالرغم من غياب التهيج الفيزيائي والعاطفي. وهي من أهم اسباب ألم القضيب أو ألم النتصاب وهي حالة مؤلمة وطارئة تحتاج إلى علاج سريع ويحدث الانتصاب الدائم عند الإناث أيضاً وهو في العادة لا يشخص أو يشخص خطأ ويعالج بعلاج الألم والمراقبة. قد يحدث القساح نتيجة اضطراب في الدم، أو أثرًا جانبيًا لبعض الأدوية وهو يحدث عادةً بسبب تناول الكحول